# Rut Forsblom
Rut Magdalena Forsblom, född 6 september 1912 i Helsingfors i Finland, död 2 september 1963 i Lund i Sverige, var en finlandsksvensk författare som under många år gav ut böcker under namnet Rut Forsblom-Sandman. 
Rut Forsblom var dotter till prosten Alarik Forsblom och Elsa Nordberg. Hon genomgick efter studentexamen handelshögskola. Hon var först gift med ingenjören Bruno Sandman, Helsingfors, och därefter 1948–1962 med författaren Helmer Lång (1924–2014). Hon är mor till författarna Irmelin Sandman Lilius, Heddi Böckman och Öjevind Lång.